# エーリッヒ・ツァイスル
エーリッヒ・ツァイスル（Erich Zeisl, 1905年5月18日 - 1959年2月18日）は、20世紀オーストリアの作曲家。

## 略歴
ウィーンの中産階級の家庭に生まれる。早くから音楽の才能を示し、14歳でウィーン音楽院の入学を許可され、最初の歌曲が出版された。1934年に「レクイエム」でオーストリア国家賞を受賞。しかしユダヤ人であったため活動に支障をきたすようになり、1938年のアンシュルスによりパリ、ついでニューヨークに亡命した。その後ハリウッドで映画音楽の作曲を始め、『名犬ラッシー 家路』（1943）、『郵便配達は二度ベルを鳴らす』（1946）、『凸凹透明人間』（1951）などの音楽を担当している。
多忙な中でクラシック音楽の作曲も続け、さまざまな室内楽曲、ピアノ協奏曲、グレゴール・ピアティゴルスキーのためのチェロ協奏曲、合唱曲、ヘブライ語で書かれた「詩篇92」、1944年から1945年にかけて父を偲んで書かれた「ヘブライ・レクイエム」などを残している。

## 主な作品

### 映画音楽
- マーガレットの旅 Journey for Margaret (1942)
- 名犬ラッシー 家路 Lassie Come Home（1943）
- ローレンの反撃 The Cross of Lorraine  (1943)
- 郵便配達は二度ベルを鳴らす The Postman Always Rings Twice（1946）
- 凸凹透明人間 Abbott and Costello Meet the Invisible Man（1951）
- 顔役時代 The Rawhide Years (1955)
- 襲われた町 At Gunpoint (1955)

## 文献
- Malcolm S. Cole, Barbara Barclay: Armseelchen: The Life an Music of Eric Zeisl. Greenwood Press 1984, Westport London ISBN 0-313-23800-6.
- Karin Wagner: Fremd bin ich ausgezogen. Czernin Verlag 2005, Wien ISBN 3-7076-0070-X.
- Karin Wagner(Hg.): ...es grüßt Dich Erichisrael. Briefe von und an Eric Zeisl, Hilde Spiel, Richard Stöhr, Ernst Toch, Hans Kafka u. a. Czernin Verlag 2008, Wien ISBN 978-3-7076-0273-9.